# Drake Bell
Pour les articles homonymes, voir Bell.
Drake Bell né le 27 juin 1986 à Newport  Beach, est un comédien, musicien, producteur de disques et réalisateur américain.

## Biographie

### Carrière
Drake Bell est principalement connu pour avoir joué Drake Parker dans la série Nickelodeon Drake et Josh, ainsi que pour son interprétation de Dragonfly dans le film Super Héros Movie.
Il joue le rôle de Timmy Turner dans le live Mes parrains sont magiques.

### Vie privée
Il déclara être coupable de mise en danger d'enfants devant une visioconférence avec le tribunal du Bureau du procureur du comté de Cuyahoga. Il avoua également être marié avec Janet Von Schmeling depuis 3 ans secrètement, et ont par ailleurs eu un enfant.
En 2024, Bell avoue avoir été victime de viols infantiles de la part de son coach en acting, Brian Peck, durant l'année 2003. Il l'avouera dans la série documentaire Enfants Stars : un prédateur en coulisses diffusée le 17 mars 2024 sur la chaîne Investigation Discovery.
Peck sera alors arrêté le 19 août 2003 pour conduite obscène avec un mineur, accusé de 11 chefs d'accusation.

## Filmographie

### Films
- 1995 : La Bible de néon de Terence Davies  : David à 10 ans
- 1996 :  Jerry Maguire de Cameron Crowe : Jesse Remo
- 2005 :  Une famille 2 en 1 de Raja Gosnell : Dylan North
- 2008 : Super Héros Movie de Craig Mazin : Rick Riker / Libellule
- 2012 : Le Rêve du chanteur masqué : Shawn
- 2017 : American Satan de Ash Avildsen : Damien
- 2018 : Cover Versions de Todd Berger : Byron

### Télévision
Séries-télévisées
- 1999-2002 : The Amanda Show
- 2001 : Aux portes du cauchemar (1 épisode)
- 2004-2007 : Drake et Josh : Drake Parker (57 épisodes)
- 2017 : Dan Is Dead : Peter Gary Sandlittle / Dan Orange (8 épisodes)
- 2018 : Highly Gifted : Alan (5 épisodes)

Téléfilms
- 2016 : Cozmo's : Ken

## Musique

### Liste des chansons
| Back of My Hand                | 2014       | Ready, Steady, Go!                        | John Alder; Nicholas Watkinson               | Drake Bell                   | — | — | Reprise |
| "Big Shot"                     | 2011       | A Reminder                                | Drake Bell                                   | Drake Bell                   | — | — |         |
| Bitchcraft                     | 2014       | Ready, Steady, Go!                        | Drake Bell; Brett Boyett                     | Drake Bell                   | — | — |         |
| Break Me Down                  | 2006       | It's Only Time                            | C.J. Abraham; Drake Bell; Michael Corcoran   | Drake Bell                   | — | — |         |
| Bull                           | 2014       | Ready, Steady, Go!                        | Cask Mouse                                   | Drake Bell                   | — | — | Reprise |
| California Man                 | 2014       | Ready, Steady, Go!                        | Roy Wood                                     | Drake Bell                   | — | — | Reprise |
| Christmas Promise              | 2013       | Christmas Promise - Single                | Drake Bell; Michael Corcoran                 | Drake Bell                   | — | — |         |
| Circles                        | 2005       | Telegraph                                 | Drake Bell                                   | Drake Bell                   | — | — |         |
| Crazy Little Thing Called Love | 2014       | Ready, Steady, Go!                        | Freddie Mercury                              | Drake Bell                   | — | — | Reprise |
| Don't Preach                   | 2005       | Telegraph                                 | C.J. Abraham; Drake Bell; Michael Corcoran   | Drake Bell                   | — | — |         |
| Down We Fall                   | 2005       | Telegraph                                 | Drake Bell; Michael Corcoran                 | Drake Bell                   | — | — |         |
| End It Good                    | 2006       | It's Only Time                            | C.J. Abraham; Drake Bell; Michael Corcoran   | Drake Bell                   | — | — |         |
| Fallen For You                 | 2006       | It's Only Time                            | C.J. Abraham; Drake Bell; Michael Corcoran   | Drake Bell                   | — | — |         |
| Fool The World                 | 2006       | It's Only Time                            | Drake Bell; Michael Corcoran                 | Drake Bell, Michael Corcoran | — | — |         |
| Found A Way                    | 2005       | Telegraph                                 | Drake Bell; Michael Corcoran                 | Drake Bell                   | — | — |         |
| Golden Days                    | 2005       | Telegraph                                 | D. Tashian; Drake Bell; G. Garner            | Drake Bell                   | — | — |         |
| Give Me a Little More Time     | 2014       | Ready, Steady, Go!                        | Drake Bell; Will Herrington; Daniel Kalisher | Drake Bell                   | — | — |         |
| Highway to Nowhere             | 2005       | Telegraph                                 | Drake Bell; M. Shallman; S.W. Bennett        | Drake Bell                   | — | — |         |
| Hollywood Girl                 | 2005       | Telegraph                                 | Drake Bell; G. Petersen; Michael Corcoran    | Drake Bell                   | — | — |         |
| I Know                         | 2006       | It's Only Time                            | C.J. Abraham; Drake Bell; Michael Corcoran   | Drake Bell                   | — | — |         |
| I Won't Stand In Your Way      | 2014       | Ready, Steady, Go!                        | Brian Setzer                                 | Drake Bell                   | — | — | Reprise |
| In the End                     | 2005       | Telegraph                                 | Drake Bell; Michael Corcoran                 | Drake Bell                   | — | — |         |
| Intro                          | 2005       | Telegraph                                 | Drake Bell; Michael Corcoran                 |                              | — | — |         |
| It's Only Time                 | 2006       | It's Only Time                            | C.J. Abraham; Drake Bell; Michael Corcoran   | Drake Bell                   | — | — |         |
| It's Still Rock and Roll to Me | 2014       | Ready, Steady, Go!                        | Billy Joel                                   | Drake Bell                   | — | — | Reprise |
| Jingle Bells                   | 2008; 2012 | Joyeux Noël, Drake et Josh; Merry Nickmas | James Pierpont                               | Drake Bell                   | — | — | Reprise |
| Makes Me Happy                 | 2006; 2014 | It's Only Time; Ready Steady Go!          | C.J. Abraham; Drake Bell; Michael Corcoran   | Drake Bell                   | — | — |         |
| Melina                         | 2014       | Ready Steady Go!                          | Adam Traub                                   | Drake Bell                   | — | — |         |
| Runaway Boys                   | 2014       | Ready Steady Go!                          | Brian Setzer                                 | Drake Bell                   | — | — | Reprise |
| Rusted Silhouette              | 2006       | It's Only Time                            | C.J. Abraham; Drake Bell; Michael Corcoran   | Drake Bell                   | — | — |         |
| Somehow                        | 2005       | Telegraph                                 | Drake Bell; Michael Corcoran                 | Drake Bell                   | — | — |         |
| Soul Man                       | 2005       | Drake & Josh                              | David Porter; Isaac Hayes                    | Drake Bell, Josh Peck        | — | — | Reprise |
| Speak My Mind                  | 2011       | A Reminder                                | Scott Simmons                                | Drake Bell                   | — | — | Cover   |
| Sunny Afternoon                | 2014       | Ready Steady Go!                          | Ray Davies                                   | Drake Bell                   | — | — | Reprise |
| Superhero! Song                | 2008       | Super Héros Movie                         | Drake Bell; Michael Corcoran                 | Drake Bell                   | — | — |         |
| Telegraph                      | 2005       | Telegraph                                 | Drake Bell; Michael Corcoran                 | Drake Bell                   | — | — |         |
| Terrific                       | 2011       | A Reminder                                | Drake Bell                                   | Drake Bell                   | — | — |         |
| The Backhouse                  | 2005       | Telegraph                                 | Drake Bell; Michael Corcoran                 | Drake Bell                   | — | — |         |
| Up Periscope                   | 2006       | It's Only Time                            | C.J. Abraham; Drake Bell; Michael Corcoran   | Drake Bell                   | — | — |         |
| You're Not Thinking            | 2011       | A Reminder                                | Drake Bell                                   | Drake Bell                   | — | — |         |

## Jeux vidéo
- 2013 : Marvel Heroes : Spider-Man : voix
- 2014 : Disney Infinity: Marvel Super Heroes : Spider-Man : voix
- 2015 : Disney Infinity 3.0 : Spider-Man : voix
- 2019 : Kingdom Hearts 3 : Master Eraqus : voix

## Voix françaises
En France, Alexandre Nguyen est la voix française régulière de Drake Bell.
- Alexandre Nguyen dans :
  - Drake et Josh (série télévisée)
  - Drake et Josh à Hollywood (téléfilm)
  - Drake et Josh: L'envoûtement (téléfilm)
  - Joyeux Noël, Drake et Josh (téléfilm)
  - Victorious (série télévisée)
  - Mes parrains sont magiques, le film : Grandis Timmy (téléfilm)
  - Mes parrains fêtent Noël (téléfilm)
  - Mes parrains sont magiques, le film : Aloha! (téléfilm)

Et aussi
- Damien Witecka dans Super Héros Movie
- Sébastien Hébrant dans Ultimate Spider-Man (voix, série d'animation)
- Benjamin Gasquet dans Grandfathered (série télévisée)